# Umberto Marotta
(Dal sito ufficiale della Vitersport, 25 marzo 2012)
Umberto Marotta (Roma, 29 luglio 1980) è un ex hockeista in carrozzina italiano, di ruolo attaccante e difensore.

## Carriera
Tra i fondatori della Vitersport, esordisce in campionato il 19 novembre 2006 nel pareggio casalingo contro gli Sconvolts Pescara. Nella giornata successiva, il 9 dicembre dello stesso anno, sigla la sua prima rete ufficiale contro gli allora Campioni d'Italia dei Thunder Roma, e la prima su rigore arriva l'11 febbraio 2007 nel confronto con le Albalonga's Craziest Cows.
Utilizzato soprattutto in difesa, sia con lo stick, sia con la mazza, nei successivi campionati ne diventa un punto fermo fino a conquistarsi la fascia di capitano, il 29 novembre 2008.
Con la suddivisione del campionato nazionale in due categorie, per ragioni di blasone si ritrova nella stagione 2010/2011 relegato con la sua squadra nella Serie A2, riuscendo però a conquistare, con i propri compagni, la vittoria del torneo e la promozione in A1 al primo tentativo.
Con l'inizio della stagione 2011/2012, Marotta è sostituito come capitano da Francesco Cesarei e viene utilizzato sia da difensore, sia da attaccante nella sfortunata partita persa in casa contro i Coco Loco Padova dopo più di un anno di imbattibilità. Segna la sua prima tripletta in gare ufficiali nella vittoria 7-5 contro i Blue Devils Napoli il 18 marzo 2012.
Nella stagione 2012/2013 passa alla Darco Sport di Albano Laziale. Gioca i suoi primi incontri internazionali a Praga, nel torneo 'Join the Game', in prestito agli All Blacks. Esordisce tra le 'Mucche pazze' nella vittoria per 7-3 proprio a Viterbo, contro la Vitersport. Segna le sue prime reti in maglia giallonera con la doppietta a Roma contro i Thunder. Alla fine della stagione regolare, dopo un campionato tribolato per i castellani, nell'ultimo incontro con i Blue Devils Genova, Marotta stacca il biglietto per la partecipazione alle fasi finali di Lignano Sabbiadoro, divenendo il primo giocatore ad aver partecipato ai play-off sia di A1, sia di A2 dalla suddivisione del campionato nelle due serie. Nella successiva diviene il primo ad aver vinto sia un girone di A1, sia uno di A2 durante la stagione regolare. In entrambe le partecipazioni ottiene un quarto posto senza marcature personali. 
Nella pausa estiva precedente al campionato 2015/2016, gioca alcune amichevoli con la maglia dei Macron Warriors Viadana, segnando la prima rete della neonata compagine lombarda nella partita di presentazione giocata contro una selezione di giocatori delle due squadre milanesi. Dopo il quarto posto torneo internazionale di Eindhoven, Marotta si accasa definitivamente con i mantovani per scendere in campo nella loro prima stagione ufficiale in A2.
La stagione 2015/2016 comincia con la prima quaterna personale, segnata contro la squadra B degli Sharks Monza, seguita da un'altra nella prima in casa, contro le Aquile Azzurre Genova, con la quale arriva al proprio nuovo primato stagionale di marcature. Il 10 gennaio 2016 sigla il suo primo goal ufficiale con un T-stick nella partita casalinga contro i Goodfellas Pavia. Il 10 aprile segna otto reti nel ritorno contro Pavia (primato personale) ed il 24 aprile segna una rete nell'ultima partita della stagione regolare, raggiungendo quota 26 (di nuovo, primato personale) e garantendosi l'accesso alla seconda fase finale di serie A2 della carriera. A fine stagione, a distanza di cinque anni, conquista il suo secondo campionato di A2, entrando nella ristretta cerchia dei giocatori a esservi riusciti, e rimedia il primo cartellino giallo in carriera a venti secondi dalla fine della partita contro i Madracs Udine.
Durante la stagione 2016/2017 segna la sua prima rete in A1 con il T-stick nella gara casalinga contro i Campioni d'Italia, i Coco Loco Padova.

## Vita privata
Laureato con lode in Ingegneria informatica, è fratello del portiere della Vitersport Edvige Marotta e figlio del dirigente Pierluigi Marotta. Per due anni consecutivi, nel 1998 e 1999, è stato l'unico rappresentante della Provincia di Viterbo alle fasi nazionali delle Olimpiadi della matematica. Ha una figlia, Giulia, nata nel 2013.

## Palmarès
- Campionato di Serie A2: 2

Vitersport: 2011
Macron Warriors Viadana: 2016
- Trofeo Sharks: 1

Macron Warriors Viadana 2017
- Torneo di Muggiò: 1

Macron Warriors Viadana 2015
- Torneo Memorial Vignozzi: 1

Vitersport: 2012
- Trofeo Aquile: 1

Vitersport: 2011
- Trofeo InSuperAbili: 1

Vitersport: 2010

## Statistiche

### Presenze e reti in campionato
Statistiche aggiornate al 23 giugno 2018.
| Stagione                      | Squadra                       | Serie                         | Pres | Reti | Coppa Nazionale | Pres | Reti | Totale Pres. | Totale Reti |
| ----------------------------- | ----------------------------- | ----------------------------- | ---- | ---- | --------------- | ---- | ---- | ------------ | ----------- |
| 2006-2007                     | Vitersport                    | A                             | 9    | 2    | CI              |      |      | 9            | 2           |
| 2007-2008                     | Vitersport                    | A                             | 6    | 4    | CI              |      |      | 6            | 4           |
| 2008-2009                     | Vitersport                    | A                             | 6    | 3    | CI              |      |      | 6            | 3           |
| 2009-2010                     | Vitersport                    | A                             | 7    | 0    | CI              |      |      | 7            | 0           |
| 2010-2011                     | Vitersport                    | A2                            | 6+2  | 1+0  | CI              |      |      | 8            | 1           |
| 2011-2012                     | Vitersport                    | A1                            | 8    | 4    | CI              |      |      | 8            | 4           |
| Totale Vitersport             | Totale Vitersport             | Totale Vitersport             | 42+2 | 14+0 |                 |      |      | 44           | 14          |
| 2012-2013                     | Darco Sport                   | A1                            | 8+2  | 4+0  | CI              |      |      | 10           | 4           |
| 2013-2014                     | Albalonga WH                  | A1                            | 10+2 | 3+0  | CI              |      |      | 12           | 3           |
| 2014-2015                     | Albalonga WH                  | A1                            | 10   | 0    | CI              |      |      | 10           | 0           |
| Totale Albalonga WH           | Totale Albalonga WH           | Totale Albalonga WH           | 28+4 | 7+0  |                 |      |      | 32           | 7           |
| 2015-2016                     | Macron Warriors Viadana       | A2                            | 8+3  | 26+0 | CI              |      |      | 11           | 26          |
| 2016-2017                     | Macron Warriors Viadana       | A1                            | 10   | 3    | CI              |      |      | 10           | 3           |
| 2017-2018                     | Macron Warriors Viadana       | A1                            | 10   | 2    | CI              | 1    | 0    | 11           | 2           |
| Totale Macron Warrior Viadana | Totale Macron Warrior Viadana | Totale Macron Warrior Viadana | 28+3 | 31+0 |                 | 1    | 0    | 32           | 31          |
| Totale carriera               | Totale carriera               | Totale carriera               | 107  | 52   |                 | 1    | 0    | 108          | 52          |